# Scott Sinclair
Scott Andrew Sinclair (ur. 25 marca 1989 w Bath) – angielski piłkarz jamajskiego pochodzenia występujący na pozycji pomocnika w szkockim klubie Celtic F.C.
Były młodzieżowy reprezentant Anglii.

## Kariera
Swoją sportową karierę zaczynał w angielskim klubie Bristol City. Grał tam już w wieku 9 lat. W pierwszej drużynie zadebiutował w wieku 15 lat. Swoją dobrą grą i wielkimi umiejętnościami spowodował, że zainteresowała się nim Chelsea F.C. Zarząd klubu był tak bardzo zdeterminowany, że nie spytał o kartę zawodnika, a od razu w 2005 roku podpisał z nim kontrakt. Miało to swoje jednak skutki - Chelsea musiała zapłacić odszkodowanie i sumę odstępnego za zawodnika.
Scott Sinclair w drużynie młodzieżówki klubu Chelsea w sezonie 2005/06 rozegrał 21 spotkań strzelając aż 15 bramek. W zespole rezerw rozegrał 7 spotkań w podstawowym składzie i 7 wchodząc na boisko, strzelił 3 bramki.
Scott został powołany do pierwszej drużyny Chelsea 6 stycznia 2007 na mecz Pucharu Anglii z Macclesfield Town jednak nie zagrał w tym spotkaniu. Zaledwie cztery dni później Sinclair zadebiutował w meczu Pucharu Ligi Angielskiej z Wycombe. W zimowym oknie transferowym piłkarz  został wypożyczony do Plymouth Argyle F.C. Zawodnik doskonale radził sobie w II Lidze Angielskiej. Dla Plymouth zagrał w 18 spotkaniach i strzelił 4 bramki. Debiut w Premier League zaliczył w meczu z Arsenalem 6 maja 2007 roku wchodząc na ostatnie 10 minut za Shauna Wrighta-Phillipsa. Następnie grał na wypożyczeniu w QPR, Charltonie, Crystal Palace i Birmingham City a obecnie w Wigan Athletic. Pierwszą bramkę w Premier League strzelił 04-10-2009 w meczu z Hull City.
9 sierpnia 2010 roku przeszedł do Swansea City grającej w Football League Championship. Sinclair podpisał trzyletnią umowę, a kwota odstępnego wyniosła ok. 500 tys. funtów i może wzrosnąć do miliona. W letnim okienku transferowym dołączył do Manchesteru City i do tej pory w tej drużynie zagrał 6 meczów.
22 sierpnia 2013 został wypożyczony do West Bromwich Albion do końca sezonu 2013/2014.

## Życie prywatne
Od 2009 związany jest z aktorką Helen Flanagan, z którą zaręczył się 31 maja 2018. Mają dwie córki: Matildę (ur. czerwiec 2015) i Delilah (ur. 22 czerwca 2018).